# Geneviève Billette
Pour les articles homonymes, voir Billette.
Geneviève Billette, née en 1971 à Québec, est une écrivaine, dramaturge, traductrice et professeure québécoise. 
Son parcours est international. Elle a séjourné dans différentes résidences d'écriture, en Europe et en Amérique (Limoges, Mexico, Anvers, New York, Barcelone). Plusieurs de ses pièces ont été montées en Suisse, au Canada, en France, en Martinique, en Allemagne, et au Mexique. Elles sont pour la plupart traduites en anglais, espagnol, allemand et biélorusse et elle-même écrit des traductions de pièces mexicaines en québécois.

## Biographie
Geneviève Billette est née en 1971 à Québec. Elle est diplômée d’un baccalauréat en études françaises à l’Université de Montréal et en écriture dramatique de l’École nationale de théâtre du Canada en 1998. 
Bénéficiaire de nombreuses résidences d'écriture, Geneviève Billette a séjourné à divers endroits tant en Europe qu’en Amérique du Nord (Limoges, Mexico, Anvers, New York, Barcelone).  
Plusieurs de ses pièces ont été montées en Suisse, au Canada, en France, en Martinique, en Allemagne, et au Mexique. Elles sont également pour la plupart traduites en anglais, espagnol, allemand et biélorusse. La plupart de ses œuvres sont publiées chez Léméac,.
Divers exercices écrits dans le cadre de sa formation de dramaturge ont été retravaillés pour devenir ses premières œuvres.

### Enseignement
Geneviève Billette a donné des ateliers d’écriture pour les Zurbains entre 2003 et 2008. Depuis [au moins 2006], elle a enseigné à l’École supérieure de théâtre (UQAM) où elle a donné des cours d’écriture dramatique, d’analyse et où elle a dirigé également des mémoires de maîtrise et thèses de doctorat,,.

### Écriture et traduction
Elle a écrit trois radio-fictions pour la première chaîne de Radio-Canada entre 1998 et 2001.
Elle a traduit des pièces mexicaines, dont deux pour le Festival de théâtre des Amériques, notamment dans l’optique de diffuser le théâtre mexicain, permettre au public québécois de découvrir d’autres horizons théâtraux.
Elle a rédigé divers articles pour des revues comme Liberté et Jeu dans lesquels elle propose ses réflexions sur l’écriture théâtrale et sur le théâtre comme médium artistique,.

## Regards sur l'œuvre
La pièce Le Goûteur, aborde le temps, la déshumanisation, le travail et la politique. Le public visé est un public d'adultes. Nils, 15 ans, est un génie sensoriel. Doté de papilles gustatives sur-développées, il devient goûteur de puces électroniques pour l’entreprise Odibé. La saveur de la technologie lui permet d’oublier celle de l’art, terrifiante, qu’il a goûtée dans son enfance. Ici aucune trace d’humanité n’est tolérée et toutes les œuvres d’art ont été refoulées depuis longtemps dans un caveau scellé. Mais leur gardien, le vieux Sacha, entend mettre fin à cette amnésie généralisée. Il incite Nils à découvrir le goût de l’amour, avec l’espoir d’ouvrir une brèche dans les cœurs et les consciences qui se sont blindés contre la vie, sa violence et son excès.
La pièce Le pays des genoux aborde la tendresse, la solitude et la pression de performance chez les enfants. Le public visé est un public de jeunes. Timothée et Sammy, neuf ans, ont clandestinement rendez-vous dans une ruelle, à l’arrière d’un théâtre. Ils s’apprêtent à fuguer à la recherche d’un pays où les genoux seraient comme « des places publiques ». Sarah, chanteuse de sept ans, tente de s’échapper du même théâtre, où elle a perdu sa voix. L’effondrement de la bâtisse vient compromettre leur fuite, mais pas leur quête de tendresse. Au-dessus et sous les décombres, il sera question du grand amour. Celui qui « ne s’épuise » et qui ne saurait survivre sans désobéissance. 
La pièce Contre le temps aborde la politique, la transmission de connaissances à travers le temps, l'espoir et la fuite. Le public visé est un public d'adultes. A Paris, en 1832, au cours de la nuit qui suit sa libération de prison, Évariste Galois, génie précoce, tente de terminer avant l’aube, où il sa battra en duel, le traité d’algèbre qui le rendra célèbre. Sa mère l’attend dehors, retenue par un spectre étrange… Souvenirs et ombres furtives affluent tandis qu’Évariste travaille avec fièvre. Des remous politiques de cette période agitée aux chocs mathématiques entrevus par ce visionnaire, une ode à la quête, là où la science devient poésie, élan, fulgurance.

## Réception par la critique
Dès sa première pièce, le travail de Billette est apprécié, La Presse y voit un avenir prometteur : « la jeune femme possède toute l'assurance qu'il faut pour mener son bateau » et  lui reconnait un style qui « a [...] gagné en couleur et en truculence ». Même réaction pour sa seconde pièce de la part de Cahiers de théâtre Jeu : « Loin des sentiers battus et des rengaines réalistico-nombrilistes des dramaturges de sa génération [...], Billette donne dans le surréalisme, le caustique et la dérision. Ses préoccupations sont d'avantages sociales et humaines qu'individuelles ». Dans Le Devoir, Solange Lévesque argue que  « [tout] en demeurant d'une virulence joyeuse, la critique de Billette évite le dogmatisme et la morale; elle s'exprime de manière très personnelle, à travers une écriture juste et soignée ».
Au sujet de Le Pays des genoux, dans Cahiers de théâtre Jeu, Patricia Belzil souligne que « [...] sous l'apparent caprice enfantin, c'est le rythme de vie actuel [que les enfants] dénoncent, soumis à la survalorisation du travail et de la productivité, au détriment du temps consacré à la famille, à la tendresse. [...] L'acuité du regard de Geneviève Billette [...] sur le monde de l'enfance [est enchanteur] ; [elle a] placé les émotions au cœur de leurs pièces, scruté les états d'âme de [ses] personnages, mais évité la sensiblerie. Souhaitons que [sa première exploration de la scène jeunes publics sera renouvelée] ».
Au sujet de Contre le temps, Raymond Bertin écrit : « Loin de tout lyrisme, Billette a su créer un univers ancré historiquement, mais moderne par sa langue et son propos, par l’éclatement chronologique de la fable comme par l’humour et une touche de fantastique ».

## Œuvres et publications

### Théâtre
- Crime contre l'humanité, Montréal, Léméac, 1999, 93 p. (ISBN 2-7609-0374-5, 9782760903746 et 2760903753, OCLC 300232568, lire en ligne).
- Les éphémères (affiche), Montréal, Conservatoire d'art dramatique de Montréal, 2001 (OCLC 991295647)
- Le goûteur, Montréal, Léméal, 2002, 101 p. (ISBN 9782760903814, lire en ligne)
- Gibraltar, conte, les Zurbains (2004)[5].
- Le pays des genoux, Montréal, Leméac, coll. « Actes sud papiers », 2004, 44 p. (ISBN 9782760924291, lire en ligne)
- Les ours dorment enfin, Carnières-Morlanwelz, Lansman, coll. « Théâtre à vif » (no 140), 2010, 46 p. (ISBN 9782872827763, lire en ligne)
- Contre le temps : théâtre, Montréal, Léméac, coll. « Théâtre Leméac », 2011, 101 p. (ISBN 9782760904170, lire en ligne)

### Radio-fictions
- Gina Ping Pong, 15 minutes, réalisée par Line Meloche, diffusée le 5 juin 1998 sur la chaîne culturelle de Radio-Canada[1].
- De la barbe à la queue, je suis délicieux, 30 minutes, réalisée par Line Meloche, diffusée le 13 février 2000 sur la chaîne culturelle de Radio-Canada[3].
- Bascules, 30 minutes, réalisée par Line Meloche, diffusée le 13 février 2000 sur la chaîne culturelle de Radio-Canada[3].

### Traduction
- Phèdre et autres labyrinthes, pièce de Ximena Escalante  (2003)[19].
- Les filles du Commodore 64, pièce de Luis Enrique Gutiérrez Ortiz Monasterio (2005)[20].
- Todo, pièce de Rafael Spregelburd (2011)[21].
- Après moi, le déluge, pièce de Lluïsa Cunillé (2012)[22].

### Article
- « Écrire du théâtre… Mais pourquoi diable? », Jeu - Revue de théâtre, no 120,‎ 2006 (ISSN 1923-2578, lire en ligne [PDF])
- « Mes batailles et mes deuils dans Liberté », Collectif Liberté, vol. 51, no 3,‎ 2010 (ISSN 1923-0915, OCLC 798927067, lire en ligne).

## Distinctions
- 2001 : prime à la création du Fonds Gratien-Gélinas et bourse Louise La Haye pour Le pays des genoux[23] ;
- 2002 : protégée, prix Siminovitch[24] ;
- 2004 : prix Paul-Gilson des radios de langue française[25] ;
- 2005 : prix du Gouverneur général (2005) pour Le pays des genoux[26] ;
- 2010 : prix Annick Lansman (2010) pour Les ours dorment enfin[27] ;
- 2012 : prix du Gouverneur général pour Contre le temps[28].